# パワーコンディショナー
パワーコンディショナー（パワコン、英:  Power Conditioner）は、太陽光発電システムや家庭用燃料電池を利用する上で、発電された電気を家庭などの環境で使用できるように変換する機器であり、インバータの一種。ソーラーパネルなどから流れる電気は通常「直流」であり、これを日本の一般家庭で用いられている「交流」に変換することで、通常利用が可能な電気にすることができる。なお、外国ではインバータやラインコンディショナーと呼ばれることもある。

## 太陽光発電システムにおける役割
太陽光発電システムでは、太陽電池モジュールで発生した直流電力は、接続箱に集められ、逆流防止ダイオード・直流側開閉器を介して、パワーコンディショナーに供給する。パワーコンディショナーは太陽電池モジュールで発生した直流電力を交流電力に変換し、「屋内分電盤」を介して利用可能にする。
パワーコンディショナーの出力端子は屋内分電盤に接続する。パワーコンディショナーの交流定格出力は住宅用では3 kW - 5.9 kWが主流で、産業用は9.9 kW - 2,500 kWと幅広い。  2,000 kW以上のパワーコンディショナーは特別高圧メガソーラーに用いられる。
電力会社と電力の売買を行う系統連系型で配線接続されている場合、パワーコンディショナーから出力された電力は家庭内に供給され、家庭内で消費しきれない余剰分が売電電力量計を通じて電力系統に送られて売電される。また、停電時でも日射があれば、パワーコンディショナーの自立運転機能で完全な停電状態を回避することができる機能を持つ製品も存在している。
なお、停電時は規則により、自家発電装置から系統に電力を流せないので、自立運転機能は単相100 Vで、家庭内コンセントとは独立したコンセントから電力を供給する。なお、自立運転機能を持つパワーコンディショナーは住宅用の9.9 kW以下のモデルがほとんどである。

## 変換効率
変換効率とは、太陽電池モジュールで発電された電力（kW）を、パワーコンディショナーが交流の系統電力（kW）に変換する際の変換効率のことである（出力電力/入力電力の比率）。単純に言えば、同じ太陽電池モジュールなら、パワーコンディショナーの変換効率が高いほど、家庭内で使える電力量（kWh）や売電電力量（kWh）は増える。
注意を要するのは、電力（kW）と電力量（kWh）の違いである。前者は瞬時値であり、後者は前者を時間的に積分したものということである。例えば、1 kWの電気ストーブを1時間使用すると1 kWhになるが、30分使用した場合は0.5 kWhである。電気料金はkWhあたりの単価で規定される。一般にパワーコンディショナーの変換効率は、定格出力時（最大出力時：kW）の変換効率がカタログに記載されている。しかし、実際の変換効率は、入力電力によって変動する。内部の回路方式にもよるが、最大出力時に最大効率となり、出力低下と供に変換効率が低下する機種が多いが、低入力電力時にどこまで変換効率が下がるかはカタログには記載されない。また、中間出力が最大効率となるパワーコンディショナーも存在する。従って、カタログの変換効率のみでは発電量の大小を必ずしも判断できない。実際、入力電力の低い状態でも、変換効率が落ちない機種を販売しているメーカー（パナソニックやTMEICなど）もあり、年間を通じての発電量はそのようなモデルの方が高い。